# Elton Weber
Elton Roberto Weber (Nova Petrópolis, 7 de junho de 1968 ) é um agricultor e político brasileiro, filiado ao Partido Socialista Brasileiro (PSB).

## Biografia
Elton Roberto Weber nasceu em 7 de junho de 1968, em Pinhal Alto, interior de Nova Petrópolis, Rio Grande do Sul. É casado com Rosangela e pai de Paula e Pedro.

## Carreira profissional e política
Antes de ingressar na carreira política, Elton Weber foi líder cooperativista e presidente da Fetag/RS.
Nas eleições de 2014, foi eleito deputado estadual com 44.444 votos para a 54ª legislatura (2015 — 2019). Foi reeleito com 55.645 votos para a 55ª legislatura (2019 — 2023) e em 2022 conquistou seu terceiro mandato como deputado estadual com 35.465 votos para a 56ª legislatura (2023 — 2027).

## Atuação parlamentar
Como deputado estadual, Elton Weber tem atuado na defesa do agronegócio e da agricultura familiar, pautando sua atuação em temas como o desenvolvimento rural, a infraestrutura e a educação no campo.